# Massacre dos operários de 15 de novembro de 1922
O massacre dos operários de 15 de novembro de 1922 foi um massacre de trabalhadores perpetrado pelo Exército do Equador em Guayaquil. A repressão foi autorizada pelo então presidente da república, o liberal José Luis Tamayo em resposta à greve geral de novembro de 1922. O massacre ocorreu depois que os trabalhadores iniciaram uma marcha multitudinária para exigir a libertação dos companheiros detidos.
O evento obteve grande importância na história sindical do Equador e é recordado como o "batismo de sangue da classe operária equatoriana". A data é rememorada todos os anos por organizações de trabalhadores, que colocam oferendas de flores e cruzes no rio Guayas em homenagem aos mortos.